# Конюхи (гміна)
Гміна Конюхи — сільська гміна у Бережанському повіті Тернопільського воєводства Другої Речі Посполитої. Адміністративним центром ґміни було село Конюхи.
Гміна утворена 1 серпня 1934 року в рамках реформи на підставі нового закону про самоуправління (23 березня 1933 року).
Площа гміни — 121,42 км²
Кількість житлових будинків — 1721
Кількість мешканців — 9629
Нову гміну було створено на основі гмін: Бишки, Ценів, Конюхи, Вибудів, Потік